# Andalusien-Rundfahrt 2007
Die 53. Andalusien-Rundfahrt fand vom 18. bis 22. Februar 2007 statt. Das Radrennen wurde in fünf Etappen über eine Distanz von 823,8 Kilometern ausgetragen.

## Etappen
| Etappe    | Tag         | Start – Ziel              | km    | Etappensieger    | Führender    |
| --------- | ----------- | ------------------------- | ----- | ---------------- | ------------ |
| 1. Etappe | 18. Februar | Otura – La Zubia          | 146,5 | Dario Cioni      | Dario Cioni  |
| 2. Etappe | 19. Februar | Vegas del Genil – Cazorla | 156,6 | Óscar Freire     | Dario Cioni  |
| 3. Etappe | 20. Februar | La Guardia de Jaén – Jaén | 170,6 | Max van Heeswijk | Dario Cioni  |
| 4. Etappe | 21. Februar | Cabra – Córdoba           | 179,2 | Tom Boonen       | Dario Cioni  |
| 5. Etappe | 22. Februar | Ecija – Antequera         | 170,9 | Óscar Freire     | Óscar Freire |